# Akuem (Phonetik)

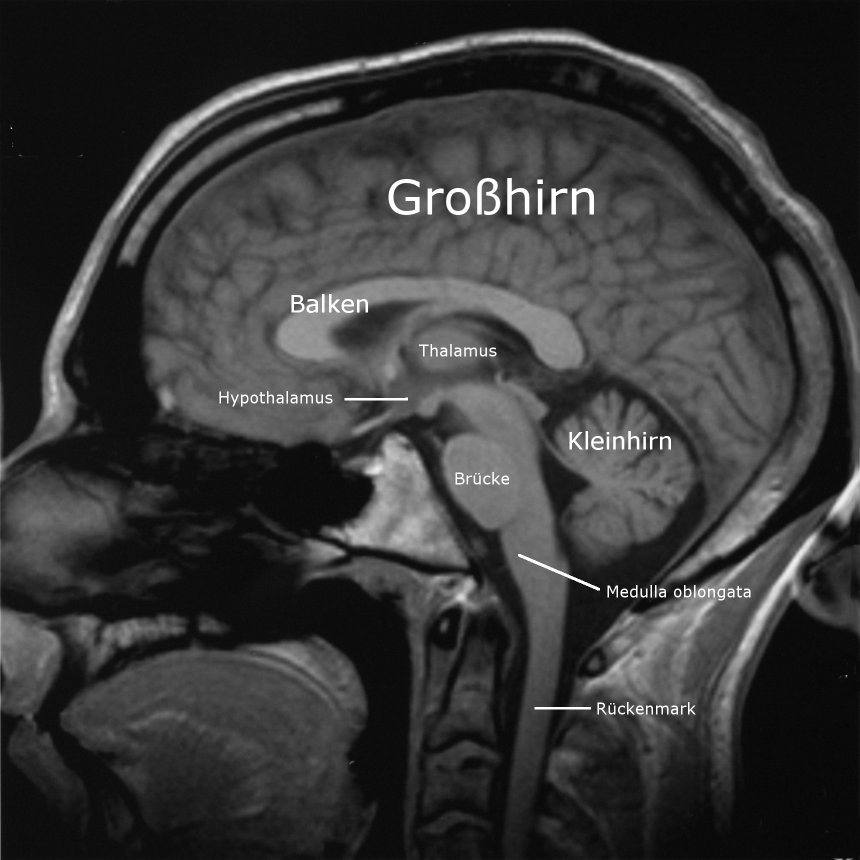
MRT-Bild eines menschlichen Gehirns

Ein Akuem ist ein phonisches und artikulatorisches Element, das Atemdruck, Sprechrhythmik, die Art der faukalen Distanz (Weite oder Enge im Rachen), Registerbereiche, Näselton und Überluft vereint und als Einheit als ein Stimmungsmerkmal zu verstehen ist. Ein Akuem ist also eine Tendenz des Gefühlszustands.
Es werden insgesamt fünf Klassen (darunter eine Mischklasse) unterschieden (nach Schnauber):
- Akuemklasse A: Körperliches Wohlbehagen, sinnliche Lust, Nahrungsaufnahme, freudige Rührung, Zärtlichkeit, Sympathie, Bewunderung, Schmeichelei, Demut, Mitleid, verzeihende Güte, Lockung, Bitte, Sehnsucht, Verwunderung.
- Akuemklasse B: Körperliches Missbehagen, körperlicher Schmerz, seelischer Schmerz, Weinen, Ekel, Verachtung, Stolz, Zorn, Ärger, Hass, Trotz, Schmollen, Furcht, Schreck.
- Akuemklasse C: Männliche Werbung, Wertstreben, Mut, Dreistigkeit, Affektfreude, Ausgelassenheit, Jubel, Lachen, Zweifel, Neugierde, verstandesmäßige Rede.
- Akuemklasse D: Körperliche Müdigkeit, resignierendes Leid, Schreck.
- Mischklasse: Verehrung, Ehrfurcht, Vorwurf, Warnung, Stolz, Scham, Langeweile, Hoffnung, Sorge.

## Beispiel für die Wirkungsweise von Akuemen – Hitlers und Goebbels’ Rhetorik
Man kann das Phänomen beobachten, dass die Stimmwerte des Sprechers beim Hörer dieselben Stimmwerte hervorrufen können, dass also Zorn in der Stimme des Sprechers Zorn im Gemüt des Hörers erzeugen kann. Akueme in der Stimme des Sprechers wirken also im Gemüt des Hörers.
Adolf Hitlers Sprechweise beispielsweise weist einer sprachpsychologischen Untersuchung nach überwiegend Merkmale der Akuemklasse B auf, denn darin sind die Akueme der Verachtung, des Zornes, des Ärgers, des Hasses und des Trotzes vorhanden. Die Rhythmik ist hierbei ergotrop, also leistungssteigernd und bewirkt eine allgemeine Gespanntheit in der Stimme.  Dabei ist nicht außer Acht zu lassen, dass die Einteilung von Sprachmerkmalen auch Aufschluss auf eigene Charaktereigenschaften zulässt. Es ist zudem sogar erwiesen, dass Hitler in seinen Reden bewusst und gekonnt die Akueme verstärken und steigern konnte. Dies lässt weiterhin die Schlussfolgerung zu, dass Hitler sich genauestens bewusst war, welche Effekte die Art seiner Rhetorik hervorrufen konnte.
Die Sprechweise Joseph Goebbels’ hingegen gehört mehr in die Akuemklasse A, deren Merkmale Ausgeglichenheit, trophotrope Rhythmik, also allgemeines körperliches Wohlbehagen, Bewunderung, Sehnsucht und Sympathie beinhaltet. Zwar kann bei Goebbels oft auch eine Tendenz in die ergotrope Rhythmik beobachtet werden, es lassen sich aber als artikulatorische Grundtendenzen die Akueme der Klasse A festlegen.
Obwohl die Rhetorik Hitlers und diejenige von Goebbels in der Grundstruktur unterschiedlich waren, bewirkten beide Sprechweisen ein prosodisches Erlebnis beim Hörer. Durch ständiges Hören solcher Reden verlagerte sich das Spracherlebnis von der Dominanz der Großhirnrinde in die Dominanz des Hirnstammes, besonders des Thalamus. Verlagert sich das Spracherlebnis nun so sehr in den Teil des Gehirns, der für unwillkürliche und emotionale, also nicht rationale Verarbeitung zuständig ist, wird die Fähigkeit eine Rede kritisch zu analysieren stark eingeschränkt, da das Großhirn paralysiert wird. Dies erklärt zum Teil auch die hohe Wirksamkeit der NS-Rhetorik und zugleich auch die auffallend emotionalen und euphorischen Reaktionen der Hörer.